# Fran García (calciatore 1999)
Fran García, pseudonimo di Francisco José García Torres (Bolaños de Calatrava, 14 agosto 1999), è un calciatore spagnolo, difensore del Real Madrid e della nazionale spagnola.

## Caratteristiche tecniche
È uno dei terzini sinistri più veloci al mondo, infatti possiede uno scatto ed una velocità di 34.6 km il che lo rende molto abile a lanciarsi alle spalle del proprio marcatore per rubare palla per poi ripartire, è dotato anche di una buona forza fisica che gli permette di competere nei duelli e nel gioco aereo. Sulle corde inoltre vanta anche di un buon controllo palla e si dimostra molto abile nei cross e nel far girare il gioco. È considerato uno dei più promettenti difensori della sua generazione.

## Carriera

### Club

#### Real Madrid e Rayo Vallecano
Cresciuto nel settore giovanile del Real Madrid, debutta in prima squadra il 6 dicembre 2018 in occasione dell'incontro di Coppa del Re vinto 6-1 contro il Melilla; utilizzato principalmente nel Castilla, nel 2020 viene prestato al Rayo Vallecano per fare esperienza in seconda divisione.
Al termine di una stagione da protagonista culminata con la promozione del club biancorosso viene acquistato a titolo definitivo.Segna il suo primo gol nell'edizione 2020-2021 della Coppa di Spagna, perdendo per 2-1 contro il Barcellona. La sua prima rete in una vittoria giunge nella partita di campionato di seconda divisione, battendo per 2-0 il Castellón. La squadra passa in prima divisione, nella vittoria per 3-2 contro il Real Madrid, García serve a Santi Comesaña il passaggio con cui quest'ultimo segna la prima rete del match, mentre l'ultimo gol di García per il Rayo Vallecano lo realizza sconfiggendo il Barcellona per 2-1.
Il 9 giugno 2023 fa ritorno al Real Madrid, con cui sigla un contratto quadriennale.Vince l'edizione 2023-2024 de LaLiga dove nella partita contro il Real Sociedad García con due assist vincenti permette alla squadra di vincere in rimonta per 2-1, segna inoltre una rete contro il Granada nel successo per 4-0. Partecipa al Mondiale per Club dove sigla una rete contro il Borussia Dortmund vincendo per 3-2.

### Nazionale
Ha giocato con la nazionale Under-17 all'europeo di categoria Azerbaigian 2016 vincendo l'argendo, García segna due reti: la prima battendo l'Italia per 4-2 e la seconda contro l'Inghilterra decidendo la vittoria su 1-0.
Il 6 ottobre 2023 viene convocato per la prima volta in nazionale maggiore, con cui esordisce 6 giorni dopo nella sfida vinta 2-0 contro la Scozia.

## Statistiche

### Presenze e reti nei club
Statistiche aggiornate al 5 luglio  2025.
| Stagione              | Squadra               | Campionato            | Campionato | Campionato | Coppe nazionali | Coppe nazionali | Coppe nazionali | Coppe continentali | Coppe continentali | Coppe continentali | Altre coppe | Altre coppe | Altre coppe | Totale | Totale |
| Stagione              | Squadra               | Comp                  | Pres       | Reti       | Comp            | Pres            | Reti            | Comp               | Pres               | Reti               | Comp        | Pres        | Reti        | Pres   | Reti   |
| --------------------- | --------------------- | --------------------- | ---------- | ---------- | --------------- | --------------- | --------------- | ------------------ | ------------------ | ------------------ | ----------- | ----------- | ----------- | ------ | ------ |
| 2018-2019             | Real Madrid           | PD                    | 0          | 0          | CR              | 1               | 0               | -                  | -                  | -                  | -           | -           | -           | 1      | 0      |
| 2018-2019             | Real M. Castilla      | SDB                   | 32         | 0          | -               | -               | -               | -                  | -                  | -                  | -           | -           | -           | 32     | 0      |
| 2019-2020             | Real M. Castilla      | SDB                   | 27         | 1          | -               | -               | -               | -                  | -                  | -                  | -           | -           | -           | 27     | 1      |
| 2020-2021             | Rayo Vallecano        | SD                    | 41         | 1          | CR              | 2               | 1               | -                  | -                  | -                  | -           | -           | -           | 43     | 2      |
| 2021-2022             | Rayo Vallecano        | PD                    | 34         | 1          | CR              | 5               | 0               | -                  | -                  | -                  | -           | -           | -           | 39     | 1      |
| 2022-2023             | Rayo Vallecano        | PD                    | 38         | 2          | CR              | 2               | 0               | -                  | -                  | -                  | -           | -           | -           | 40     | 2      |
| Totale Rayo Vallecano | Totale Rayo Vallecano | Totale Rayo Vallecano | 113        | 4          |                 | 9               | 1               |                    | 0                  | 0                  |             | 0           | 0           | 122    | 5      |
| 2023-2024             | Real Madrid           | PD                    | 25         | 1          | CR              | 0               | 0               | UCL                | 3                  | 0                  | SS          | 0           | 0           | 28     | 1      |
| 2024-2025             | Real Madrid           | PD                    | 31         | 0          | CR              | 6               | 0               | UCL                | 9                  | 0                  | CI+SS+Cmc   | 1+1+5       | 0+0+1       | 53     | 1      |
| Totale Real Madrid    | Totale Real Madrid    | Totale Real Madrid    | 56         | 1          |                 | 7               | 0               |                    | 12                 | 0                  |             | 7           | 1           | 82     | 2      |
| Totale carriera       | Totale carriera       | Totale carriera       | 228        | 6          |                 | 16              | 1               |                    | 12                 | 0                  |             | 7           | 1           | 263    | 8      |

### Cronologia presenze e reti in nazionale
| Cronologia completa delle presenze e delle reti in nazionale ― Spagna | Cronologia completa delle presenze e delle reti in nazionale ― Spagna | Cronologia completa delle presenze e delle reti in nazionale ― Spagna | Cronologia completa delle presenze e delle reti in nazionale ― Spagna | Cronologia completa delle presenze e delle reti in nazionale ― Spagna | Cronologia completa delle presenze e delle reti in nazionale ― Spagna | Cronologia completa delle presenze e delle reti in nazionale ― Spagna | Cronologia completa delle presenze e delle reti in nazionale ― Spagna |
| Data                                                                  | Città                                                                 | In casa                                                               | Risultato                                                             | Ospiti                                                                | Competizione                                                          | Reti                                                                  | Note                                                                  |
| --------------------------------------------------------------------- | --------------------------------------------------------------------- | --------------------------------------------------------------------- | --------------------------------------------------------------------- | --------------------------------------------------------------------- | --------------------------------------------------------------------- | --------------------------------------------------------------------- | --------------------------------------------------------------------- |
| 12-10-2023                                                            | Siviglia                                                              | Spagna                                                                | 2 – 0                                                                 | Scozia                                                                | Qual. Euro 2024                                                       | -                                                                     | 46’                                                                   |
| 15-10-2023                                                            | Oslo                                                                  | Norvegia                                                              | 0 – 1                                                                 | Spagna                                                                | Qual. Euro 2024                                                       | -                                                                     |                                                                       |
| Totale                                                                |                                                                       | Presenze                                                              | 2                                                                     |                                                                       | Reti                                                                  | 0                                                                     |                                                                       |

| Cronologia completa delle presenze e delle reti in nazionale ― Spagna under 21 | Cronologia completa delle presenze e delle reti in nazionale ― Spagna under 21 | Cronologia completa delle presenze e delle reti in nazionale ― Spagna under 21 | Cronologia completa delle presenze e delle reti in nazionale ― Spagna under 21 | Cronologia completa delle presenze e delle reti in nazionale ― Spagna under 21 | Cronologia completa delle presenze e delle reti in nazionale ― Spagna under 21 | Cronologia completa delle presenze e delle reti in nazionale ― Spagna under 21 | Cronologia completa delle presenze e delle reti in nazionale ― Spagna under 21 |
| Data                                                                           | Città                                                                          | In casa                                                                        | Risultato                                                                      | Ospiti                                                                         | Competizione                                                                   | Reti                                                                           | Note                                                                           |
| ------------------------------------------------------------------------------ | ------------------------------------------------------------------------------ | ------------------------------------------------------------------------------ | ------------------------------------------------------------------------------ | ------------------------------------------------------------------------------ | ------------------------------------------------------------------------------ | ------------------------------------------------------------------------------ | ------------------------------------------------------------------------------ |
| 13-10-2020                                                                     | Alcorcón                                                                       | Spagna under 21                                                                | 5 – 3                                                                          | Kazakistan under 21                                                            | Qual. Europeo Under-21 2021                                                    | -                                                                              | 46’                                                                            |
| Totale                                                                         |                                                                                | Presenze                                                                       | 1                                                                              |                                                                                | Reti                                                                           | 0                                                                              |                                                                                |

## Palmarès

### Club

#### Competizioni nazionali
- Supercoppa di Spagna: 1

Real Madrid: 2024
- Campionato spagnolo: 1

Real Madrid: 2023-2024

#### Competizioni internazionali
- UEFA Champions League: 1

Real Madrid: 2023-2024
- Supercoppa UEFA: 1

Real Madrid: 2024
- Coppa Intercontinentale FIFA: 1  (record)

Real Madrid: 2024

### Nazionale
- UEFA Nations League: 1

2022-2023